# Episodi de La parola alla difesa (quarta stagione)
La quarta stagione della serie televisiva La parola alla difesa è stata trasmessa in anteprima negli Stati Uniti d'America dalla CBS tra il 24 settembre 1964 e il 13 maggio 1965.
| nº | Titolo originale                         | Titolo italiano | Prima TV USA      | Prima TV Italia |
| -- | ---------------------------------------- | --------------- | ----------------- | --------------- |
| 1  | The Seven Hundred Year Old Gang (Part 1) |                 | 24 settembre 1964 |                 |
| 2  | The Seven Hundred Year Old Gang (Part 2) |                 | 1º ottobre 1964   |                 |
| 3  | Hero of the People                       |                 | 8 ottobre 1964    |                 |
| 4  | Go Between                               |                 | 15 ottobre 1964   |                 |
| 5  | Conflict of Interests                    |                 | 22 ottobre 1964   |                 |
| 6  | The Man Who                              |                 | 29 ottobre 1964   |                 |
| 7  | Turning Point                            |                 | 5 novembre 1964   |                 |
| 8  | A Taste of Ashes                         |                 | 12 novembre 1964  |                 |
| 9  | Comeback                                 |                 | 26 novembre 1964  |                 |
| 10 | The Siege                                |                 | 3 dicembre 1964   |                 |
| 11 | Whitewash                                |                 | 10 dicembre 1964  |                 |
| 12 | A Voice Loud and Clear                   |                 | 17 dicembre 1964  |                 |
| 13 | King of the Hill                         |                 | 31 dicembre 1964  |                 |
| 14 | Whipping Boy                             |                 | 7 gennaio 1965    |                 |
| 15 | Eyewitness                               |                 | 14 gennaio 1965   |                 |
| 16 | The Silent Killer                        |                 | 21 gennaio 1965   |                 |
| 17 | Death on Wheels                          |                 | 28 gennaio 1965   |                 |
| 18 | The Unwritten Law                        |                 | 4 febbraio 1965   |                 |
| 19 | The Objector                             |                 | 11 febbraio 1965  |                 |
| 20 | Fires of the Mind                        |                 | 18 febbraio 1965  |                 |
| 21 | No-Knock                                 |                 | 25 febbraio 1965  |                 |
| 22 | The Merry-Go-Round Mender                |                 | 4 marzo 1965      |                 |
| 23 | Nobody Asks What Side You're On          |                 | 11 marzo 1965     |                 |
| 24 | Impeachment                              |                 | 18 marzo 1965     |                 |
| 25 | The Sworn Twelve                         |                 | 25 marzo 1965     |                 |
| 26 | A Matter of Law and Disorder             |                 | 8 aprile 1965     |                 |
| 27 | Youths and Maidens on an Evening Walk    |                 | 15 aprile 1965    |                 |
| 28 | The Prosecutor                           |                 | 29 aprile 1965    |                 |
| 29 | The Bum's Rush                           |                 | 6 maggio 1965     |                 |
| 30 | Only a Child                             |                 | 13 maggio 1965    |                 |